# Sant Joan d’Alacant
Sant Joan d’Alacant (spanisch: San Juan de Alicante) ist eine südostspanische Gemeinde (municipio) mit 25.918 Einwohnern (Stand: 2024) in der Provinz Alicante der Valencianischen Gemeinschaft.

## Geographie
Sant Joan d’Alacant liegt nahe der Costa Blanca im Südosten Spaniens. Die Ortsmitte von Sant Joan d’Alacant liegt etwa 8 km nordöstlich von Alicante und rund 35 km nordöstlich von Elche.
Im Nordwesten grenzt die Gemeinde an Mutxamel, im Norden an El Campello und im Südwesten an Alicante. Die Stadt liegt in der Metropolregion Alicante-Elche.

## Bevölkerungsentwicklung
| Jahr      | 1900  | 1910  | 1920  | 1930  | 1940  | 1950  | 1960  | 1970  | 1981   | 1991   | 1996   | 2001   | 2006   | 2008   |
| Einwohner | 3.326 | 3.264 | 2.685 | 2.907 | 3.434 | 3.912 | 5.062 | 7.162 | 10.522 | 14.369 | 16.008 | 17.017 | 20.430 | 21.681 |

## Bildung

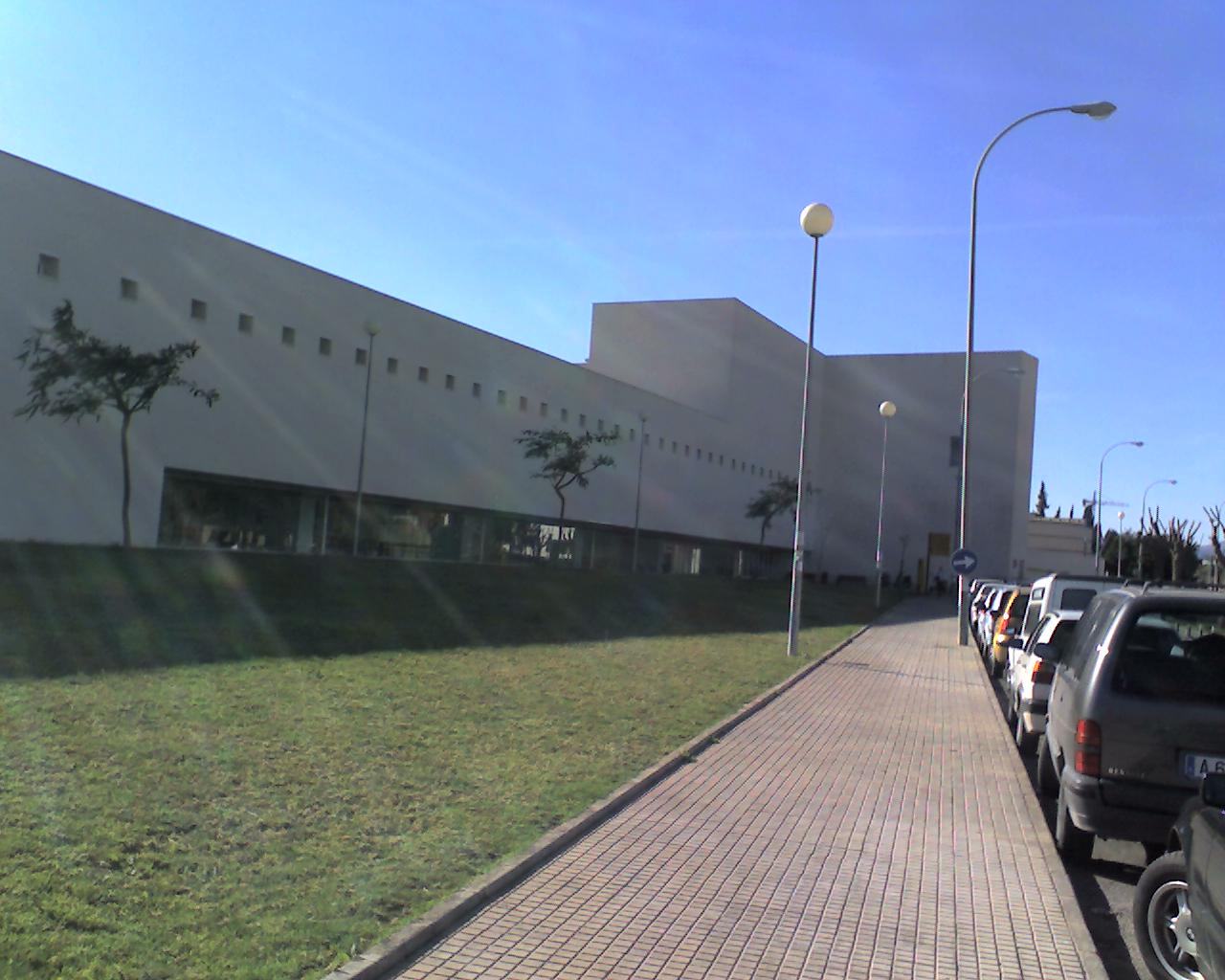
Campus der Universität Miguel Hernández

In der Gemeinde befindet sich der Campus für Gesundheitswissenschaften der Universität Miguel Hernández Elche.

## Sehenswürdigkeiten
- Kirche San Juan Bautista
- Mehrere Wehrtürme aus dem 16. Jahrhundert